# Moussoulou
Moussoulou – debiutancki album malijskiej piosenkarki Oumou Sangaré wydany w 1989 roku w Afryce Zachodniej. W 1991 roku płyta została wydana w wielu innych krajach.

## Lista utworów
1. Djama Kaissoumou (6:46)
2. Djaraby Nene (5:18)
3. Woula Bara Diagna (5:19)
4. Moussolou (5:14)
5. Diya Gneba (4:53)
6. Ah Ndiya (4:30)